# Hej, Vargáné káposztát főz
A Hej, Vargáné káposztát főz kezdetű magyar népdalt Bartók Béla gyűjtötte a Békés vármegyei Vésztőn 1909-ben.
Feldolgozások:
| Szerző        | Mire                | Mű                                   | Előadás |
| ------------- | ------------------- | ------------------------------------ | ------- |
| Kodály Zoltán | két énekhang        | Bicinia Hungarica, I. füzet, 38. dal | [ 2 ]   |
| Járdányi Pál  | vegyeskar           | Röpülj páva, 12. darab               | [ 3 ]   |
| Járdányi Pál  | ének, zongora       | Pianoforte II. 28. dal               |         |
| Sugár Rezső   | zongora             | Zongoraiskola 2., I/28. darab        |         |
| Petres Csaba  | két furulya         | Tarka madár, 2. és 32. kotta         |         |
| Ludvig József | ének, gitárakkordok | Kis kacsa fürdik…, 24. oldal         |         |

## Kotta és dallam
| Hej, Vargáné káposztát főz, kontya alá ütött a gőz. Hányja, veti fakalánját, kinek adja Zsuzsa lányát? | Nem adja azt más egyébnek, Kara István őkelmének. Még akkor neki ígérte, mikor bölcsőben rengette. | Nem ettem én ma egyebet, csak egy köcsög aludttejet. Azt is csak úgy kalán nélkül, megélek én a lány nélkül. |

## Felvételek
- Hej, Vargáné. Ovitévé  YouTube (2012. szeptember 25.)  (Hozzáférés: 2016. április 8.) (videó)
- Hej, Vargáné. Lorántffy Zsuzsanna Kamarakórus (Kiskunhalas) és a szabadkai zeneiskola tanárai; vezényel Andáné Vastag Andrea  YouTube. Öreghegyi templom, Székesfehérvár (2011. december 26.)  (Hozzáférés: 2016. április 8.) (videó)
- Hej, Vargáné. Orbán Boglárka (fuvola)  YouTube. Tatabánya (2016. január 18.)  (Hozzáférés: 2016. április 8.) (videó)